# Cleòmenes (metge)
Cleòmenes  (en llatí Cleomenes, en grec antic Κλεομένης) era un metge grec que Plutarc introdueix a la seva obra Sipmosion, on el fa descriure una malaltia anomenada bulímia, i les seves causes, al segle i.